# Nellie Pou
Nelida Avila Pou, detta Nellie (Paterson, 20 maggio 1956), è una politica statunitense, membro della Camera dei Rappresentanti per lo stato del New Jersey dal 2025.

## Biografia

### Formazione e vita professionale
Nata a Paterson in una famiglia di origini cubane, Nellie Pou frequentò il Kean College e la Rutgers University e studiò amministrazione aziendale presso l'Università della Virginia.
Lavorò per molti anni per il comune di Paterson, in veste di coordinatrice della formazione e dell'istruzione tra il 1975 e il 1983, direttrice delle risorse umane tra il 1986 e il 1997, assistente business administrator fino al 2014 e infine business administrator dal 2014 al 2018. Secondo la Costituzione del New Jersey, il business administrator è la carica non elettiva più alta all'interno del comune e si occupa di assistere il sindaco nella preparazione del budget e nell'amministrazione del personale.
Dal 2019, con l'avvicendamento di un nuovo sindaco, venne estromessa dall'incarico e trovò impiego come coordinatrice di progetto per la Paterson Parking Authority.
Negli anni, Nellie Pou fece parte del consiglio consultivo dei servizi sanitari per l'HIV della contea di Passaic (1993-1997) e della task force del New Jersey sull'abuso e l'abbandono dei minori (1997-2016). Tra il 1983 e il 1985 era stata coordinatrice del programma giovanile della contea di Passaic.

### Carriera politica
Quando Bill Pascrell lasciò il suo seggio all'interno dell'Assemblea generale del New Jersey dopo essere stato eletto deputato, Nellie Pou venne nominata dal Partito Democratico per succedergli il 29 gennaio 1997. All'interno dell'assemblea, riuscì a scalare le gerarchie, divenendo assistente del leader di minoranza nel 2000 e vicepresidente dal 2002 al 2005.
Fu membro della commissione per gli stanziamenti (che presiedette dal 2006 al 2011), della commissione per il bilancio, della commissione per l'istruzione e della commissione congiunta per la supervisione del bilancio. In precedenza, aveva presieduto la commissione per le questioni degli anziani. Uno dei suoi maggiori successi legislativi fu l'approvazione nel 2007 di un disegno da lei presentato, il Global Warming Response Act; si schierò apertamente contro il definanziamento dei programmi che per la supervisione e la regolamentazione ambientale e per il suo standard di voto a favore dell'ambiente, ottenne alti tassi di gradimento da parte della League of Conservation Voters.
Nel 2011 lasciò il seggio, candidandosi alla camera alta della legislatura statale, il Senato del New Jersey. Affrontò l'ex sindaco repubblicano di Haledon Ken Pengitore e lo sconfisse con l'83% delle preferenze, venendo così eletta. Fu rieletta per altri quattro mandati nel 2013, 2017, 2021 e 2023. Durante il suo servizio pubblico, si occupò principalmente di misure legislative in tema di giustizia sociale e diritti umani.
Nel 2024, alla morte di Bill Pascrell, il Partito Democratico si trovò a dover indicare un candidato che lo sostituisse nelle elezioni di novembre per la Camera dei Rappresentanti. I membri del comitato democratico locale scelsero di fare il nome di Nellie Pou, che si trovò così a figurare come candidata al Congresso. Affrontò il repubblicano Billy Prempeh in quello che fu uno scontro che la dava per favorita considerata la tendenza di voto democratica del distretto congressuale. Al termine della campagna elettorale, Nellie Pou prevalse, sebbene alcuni notisti politici osservarono che il margine di scarto tra i due candidati fosse stato più ristretto delle aspettative. Gli elettori del distretto, infatti, votarono per Donald Trump alle presidenziali, in controtendenza rispetto alla storia passata.
Nellie Pou divenne la prima latina a rappresentare il New Jersey al Congresso.